# Cento domeniche
Cento domeniche è un film drammatico del 2023 diretto e interpretato da Antonio Albanese.

## Titolo
Cento domeniche è il tempo che in media un operaio della provincia italiana degli anni Sessanta impiegava per costruire la propria casa, attività a cui normalmente poteva dedicarsi solamente nel fine settimana quando non lavorava in fabbrica. Nel film il riferimento è raccontato da un ex collega di Antonio a cui egli fa visita in ospedale.

## Trama
Antonio è un mite ex tornitore che è riuscito a costruirsi una piccola bolla di felicità. Ama giocare a bocce con gli amici, prendersi cura dell'anziana madre e ha addirittura un'amante, Adele, la quale però non vuole che si sappia della loro relazione clandestina. La situazione economica di Antonio non è tuttavia delle migliori, soprattutto perché la madre necessita di un apparecchio per l'udito. Per questa ragione Antonio, benché sia in prepensionamento, continua a prestare la propria opera nel cantiere nautico dell'amico Carlo. A seguito di una visita degli ispettori del lavoro, Carlo si vede costretto a interrompere la collaborazione con Antonio, promettendogli che lo aiuterà in altro modo.
Emilia, la figlia di Antonio, comunica al padre che lei e il fidanzato Chicco, con cui gestisce una piccola boutique in paese, hanno deciso di sposarsi. Antonio è raggiante, ed essendo un uomo orgoglioso tiene molto a rispettare la tradizione secondo cui è il padre della sposa a doversi sobbarcare le spese del matrimonio. Così chiede alla banca del paese un prestito da 30 000 €. Il direttore della filiale, il dottor Girardi, lo convince a firmare delle carte per l'immediata erogazione del prestito. Le cose sembrano andare a gonfie vele, fino a quando non iniziano a circolare strane voci sulla situazione patrimoniale della banca. Antonio non ci presta ascolto, rinfrancato dalle generiche rassicurazioni degli impiegati.
Durante il rinfresco di Chicco ed Emilia, giunge la notizia del suicidio di un giovane impiegato della banca, un vecchio compagno di scuola di Emilia. Oltre a questo, Antonio ha anche ricevuto una sonora porta in faccia da Adele, preoccupata che le voci sulla loro relazione stiano circolando in paese. Margherita, l'ex moglie di Antonio, lo esorta ad andare immediatamente in banca a ritirare tutti i soldi finché è in tempo, ma l'uomo continua a tergiversare nella convinzione che, come riferito dai dipendenti, si tratti di una semplice fase di ribasso, cui seguirà una forte crescita. Quando le notizie sui giornali diventano allarmanti, i correntisti iniziano a prendere d'assalto la banca per riavere indietro i loro soldi, scoprendo purtroppo che allo stato attuale non è più possibile movimentare denaro. Attraverso un'impiegata, anche lei imbrogliata da chi le aveva promesso facili guadagni, Antonio scopre di aver contratto un pesante debito con la banca, tra prestito e interessi. L'uomo inizia ad avere problemi di insonnia ed Emilia, preoccupata per le condizioni psicofisiche del genitore, arriva a ipotizzare un rinvio del matrimonio, al che Antonio non vuole sentire ragioni perché non permetterà a niente e nessuno di rovinare il sogno di una vita.
Il Comune organizza una class action dei correntisti contro la banca, cui Antonio aderisce senza troppa convinzione. Nemmeno l'equipe di psicologi messa a loro disposizione per curare i disturbi connessi a questa situazione di profonda incertezza fuga le ansie collettive. Antonio arriva al punto di litigare con i propri amici, i quali, pur dicendosi disposti ad aiutarlo economicamente, non perdono occasione di sottolineare la sua responsabilità nell'aver firmato le carte della banca troppo a cuor leggero. Il fragile equilibrio psicologico di Antonio si spezza quando gli viene riferito che Carlo, il suo vecchio datore di lavoro, è riuscito a cavarsela perché, grazie alle sue conoscenze, ha spostato i soldi prima che scoppiasse il patatrac. Al termine dell'ennesima notte insonne, Antonio rompe gli indugi e va alla sede della banca con un fucile. Dopo aver fatto evacuare i presenti, compreso Carlo, cui risparmia la vita in virtù della loro vecchia amicizia, Antonio pretende di parlare con Girardi, colui che identifica come il responsabile del suo personale dissesto finanziario. In preda ad una forte agitazione, Antonio spara un colpo di fucile alla gamba del nuovo direttore. Apparentemente tranquillizzatosi, Antonio spiega che non vuole fare nulla di male, soltanto sapere che fine hanno fatto i suoi soldi.
Quando la polizia riesce a fare irruzione nella banca, trova Antonio morto suicida; prima di spararsi l'uomo ha immaginato il vecchio gioco del matrimonio con Emilia, dove avrebbe accompagnato una figlia ormai adulta all'altare.

## Produzione

### Riprese
Cento domeniche rappresenta la quinta esperienza da regista per Antonio Albanese, che ha scelto di ambientarla nella provincia di Lecco, di dove è originario, tra cui il Comune natio di Olginate. Il cantiere nautico mostrato nel film è lo stesso in cui ha lavorato Albanese prima di intraprendere la carriera professionale.
Prodotto da Palomar in collaborazione con Vision Distribution e Sky Italia, le riprese del film si sono svolte nei mesi di giugno e luglio 2022, per un totale di sette settimane ad Olginate, in provincia di Lecco.

## Promozione
Il trailer ufficiale del film è uscito il 22 settembre 2023.

## Distribuzione
Il film è stato presentato in anteprima nazionale alla Festa del Cinema di Roma 2023.
La pellicola è stata poi distribuita nelle sale cinematografiche italiane a partire dal 23 novembre 2023.
Il 15 aprile 2024 è trasmesso in prima TV su Sky Cinema.

## Accoglienza

### Incassi
Al botteghino in Italia, al 31 dicembre 2023 Cento domeniche ha incassato esattamente 1.830.452 euro, per poi raggiungere € 2 milioni.

### Critica
Paolo Baldini del Corriere della Sera ha definito il film "una lama nella coscienza collettiva", elogiando il coraggio mostrato da Albanese "di saper rinunciare all'enorme credito popolare maturato grazie alla televisione", per cimentarsi con "un cinema civile, appassionato". Diversi critici hanno paragonato l'opera di Albanese ai film di denuncia del britannico Ken Loach.
Secondo Pedro Armocida de Il Giornale, "Cento domeniche è un film asciutto, essenziale, sobrio, preciso e feroce. Ma, soprattutto, è un film perbene, come il suo protagonista, in un'epoca in cui questo aggettivo non sembra essere necessariamente un valore".

## Riconoscimenti
- 2024 - David di Donatello
  - Candidatura per il miglior attore protagonista a Antonio Albanese